# Vasilevski (Krasnodar)
Vasilevski (del ruso: Васильевский) es un jútor del raión de Abinsk del krai de Krasnodar en el sur de Rusia. Está situado en las llanuras de Kubán-Priazov, 1.5 km al sur del curso del río Kubán 38 km al nordeste de Abinsk y 39 km al oeste de Krasnodar, la capital del krai. Tenía 248 habitantes en 2010.
Pertenece al municipio Fiódorovskoye.